# Georges Detreille
Georges Henri Detreille (Parijs, 9 september 1893 – Nice, 13 mei 1957) was een Frans wielrenner.
Detreille won tijdens de Olympische Zomerspelen 1920 de gouden medaille in de wegwedstrijd voor ploegen, individueel werd hij zesde. In de Ronde van Frankrijk 1926 eindigde Detreille als negentiende.
1912: Friborg, Malm, Persson, Lönn ·
1920: Souchard, Canteloube, Detreille, Gobillot ·
1924: Blanchonnet, Hamel, Wambst ·
1928: Hansen, Nielsen, Jørgensen ·
1932: Pavesi, Segato, Olmo ·
1936: Charpentier, Lapébie, Dorgebray ·
1948: Wouters, De Lathouwer, Van Roosbroeck ·
1952: Noyelle, Grondelaers, Victor ·
1956: Geyre, Moucheraud, Vermeulin
- Bibliothèque nationale de France: cb16635748s (data)
- Virtual International Authority File: 316450889